# Henry Cárdenas Orduz
Henry Cárdenas Orduz (Sogamoso, Boyacá, 30 d'octubre de 1965) va ser un ciclista colombià que fou professional entre 1986 i 1992, i entre 1994 i 1997. Les principals victòries les aconseguí en competicions colombianes. Va arribar a classificar-se entre els 10 primers a la Volta a Espanya.

## Palmarès
- 1985
  - Vencedor d'una etapa de la Volta a Colòmbia
- 1987
  - Vencedor d'una etapa de la Dauphiné Libéré
- 1988
  - Vencedor d'una etapa del Clásico RCN
- 1995
  - Vencedor d'una etapa del Clásico RCN
  - 1r al GP Pony Malta i vencedor d'una etapa
- 1996
  - Vencedor d'una etapa del Clásico RCN

### Resultats al Tour de França
- 1988. Abandona (4a etapa)
- 1989. No surt (5a etapa)
- 1991. 43è de la classificació general

### Resultats a la Volta a Espanya
- 1987. 9è de la classificació general
- 1988. Abandona (13a etapa)
- 1990. 32è de la classificació general
- 1991. 26è de la classificació general
- 1992. Abandona (14a etapa)

### Resultats al Giro d'Itàlia
- 1989. 44è de la classificació general
- 1992. 41è de la classificació general
- 1996. Abandona (9a etapa)